# سيفيليزيشن 2
سيفيليزيشن 2 (بالإنجليزية: Civilization II) هي لعبة فيديو حربية إستراتيجية من نشر شركة مايكروبروس وقد تم إنتاجها في سنة 1996 لأجهزة بلاي ستيشن وتم إطلاق نسخ للعبة للحواسيب نظام ويندوز 2000 وويندوز إكس بي، وهذه اللعبة مشابهة للعبة سيفيليزيشن الأولى مع بعض الاضافات وخصوصاً على الغرافيكس وأصبحت الأنهار بشكل أكبر.

## روابط خارجية
- سيفيليزيشن 2 على موقع IMDb (الإنجليزية)